# NHKおかあさんといっしょ スペシャル50セレクション
『NHKおかあさんといっしょ スペシャル50セレクション』（エヌエイチケーおかあさんといっしょ スペシャルごじゅうセレクション）は、NHKの『おかあさんといっしょ』の放送開始50周年を記念した、CD2枚組のコンピレーション・アルバム。2009年7月15日にポニーキャニオンから発売された。

## 概要
- NHK教育テレビで放送している子供向け番組『おかあさんといっしょ』が、2009年（平成21年）に、放送開始から50周年を記念して発売された、CD2枚組のコンピレーション・アルバム。
- 放送開始から50周年にちなんで、これまでに番組内で放送された楽曲の中から、厳選した50曲が収録された。
- 歴代の歌のお兄さん・歌のお姉さんの中からそれぞれ5人ずつ、以下の10人による歌唱で収録された。

歌のお兄さん
- 第7代目・坂田おさむ
- 第8代目・速水けんたろう
- 第9代目・杉田あきひろ
- 第10代目・今井ゆうぞう
- 第11代目・横山だいすけ

歌のお姉さん
- 第16代目・神崎ゆう子
- 第17代目・茂森あゆみ
- 第18代目・つのだりょうこ
- 第19代目・はいだしょうこ
- 第20代目・三谷たくみ

## 収録曲

### Disc 1
- 1.魔法のピンク
- 2.ぼくのミックスジュース
- 3.ドンスカパンパンおうえんだん
- 4.あめふりくまのこ
- 5.ごめんください、めんください。
- 6.おもちゃのチャチャチャ
- 7.そうだったらいいのにな
- 8.まんまるスマイル
- 9.ながぐっちゃん!!
- 10.あしたのあしたのまたあした
- 11.このゆびとまれ
- 12.ぼよよん行進曲
- 13.おしりフリフリ
- 14.タンポポ団にはいろう!!
- 15.おすしのピクニック
- 16.やるきまんまんマンとウーマン
- 17.いっしょにつくったら
- 18.月夜のポンチャラリン
- 19.わくわくスーパーマーケット
- 20.きみのこえ
- 21.夢のパレード
- 22.あさごはんマーチ
- 23.たまごまごまご
- 24.チキンダンス
- 25.ハオハオ
- 26.かっぱなにさま?かっぱさま!
- 27.クレヨンロケット
- 28.あめふりりんちゃん
- 29.ジャバ・ジャバ・ビバ・ドゥー
- 30.シアワセ

### Disc 2
- 1.あつまれ!笑顔
- 2.イカイカ イルカ
- 3.にじのむこうに
- 4.あのねママ
- 5.だんご3兄弟
- 6.ちょっとまって ふゆ
- 7.虫歯建設株式会社
- 8.てをたたこ
- 9.どんまい（Don't Mind）
- 10.夢のなか
- 11.ここがせかいのまんなかだ
- 12.ふたりはなかよし
- 13.はるのかぜ
- 14.ブレーメンのおんがくたい
- 15.さるさるさ
- 16.ふたりでひとつ
- 17.こどもがいっぱいわらってる
- 18.ちょんまげマーチ
- 19.にじのいろとおほしさま
- 20.星ひとつ
- 21.あ・い・うー
- 22.飛べ飛べ!イチジョウマン
- 23.ぱわわぷたいそう